# 大和 (火影忍者)
大和(ヤマト)是動漫《火影忍者》中的一個人物。

## 人物
大和為一名暗部，卡卡西的學弟，卡卡西都叫他天藏是因为在小時候原本是煙霧一族的他被當作大蛇丸的實驗體，大和之名是綱手取的代號。在第二部故事中出現的人物。綱手表示他是第三代火影時代暗部中的頂尖高手。他原本是大蛇丸的實驗體，被大蛇丸植入初代火影细胞後存活下來的忍者（60分之1的機率），後來被段藏了發現他沒死，把他帶到“根”藏匿起來培訓，代號叫“甲”，最後因為卡卡西和三代火影的幫忙進入了火影直屬暗部第七班，也就是卡卡西班。由於繼承了初代火影的血繼限界，能同時操控水遁及土遁兩種能力，及融合兩者而使出高級忍術「木遁」。在木葉忍者村內是仅有3位可以使用木遁的高手之一（另2位为段藏和萌黃），但本人曾說過其無法像初代火影那樣使出很強的威力。

## 劇情表現
由於卡卡西在與地達羅對戰後曾一度需要休息的關係，因此他受綱手之命，暫替休息中的卡卡西帶領第七組，代號為大和。他是少數能控制漩渦鳴人體內九尾妖狐力量的人，這也是他之所以被選為第七組代理隊長的其中一個原因——輔助鳴人抑制九尾的力量。此外他認為小隊的合作性是作为忍者不可缺少的，即信任伙伴的意志，他亦不諱言如果鳴人等人不合群的話，難免會使用高壓方式使他們團結起來。
培因入侵事件過後，大和運用忍術協助木葉村迅速重建；後來鳴人受木葉安排前往孤島（實為雲隱村巨龜的背上）與八尾祭品之力修行時，他也隨行在側。鳴人識破鬼鮫的偽裝後，大和運用木遁牽制鬼鮫的行動，與其他忍者聯手對抗鬼鮫。其後他與和一行人試圖拿走「曉」的情報卷軸時，不慎中了鬼鮫的陷阱，被困在水牢內一段時間。當藥師兜與被穢土轉生召喚的地達羅找到雲隱村巨龜時，大和跟著基、青葉、黑土、土影對抗兜與地達羅，最後大和被兜擄走並帶到鳶的面前，被自白劑和寫輪眼套出情報，他的身體成為供應外道魔像木遁查克拉的來源之一。
第四次忍戰後期，被鳶（漩渦臉人造人）佔領身體，從而阻擋忍者聯合軍去幫助鳴人。第677話才被解放出來，但隨即陷入無限月讀之中。在佐助與鳴人解開無限月讀後，徹底擺脫鳶的束縛。
在鳴人成為火影之後，負責追蹤和監視大蛇丸。

## 術
| 招式名稱                  | 簡介 | 種類               | 等級 |
| ------------------------- | --- | ------------------ | ---- |
| 水遁·水鉢                 | 從手掌提出水流。 | 忍                 |      |
| 水遁·瀑布                 | 製出瀑布。 | 忍                 | C    |
| 水遁·破奔流               | 把做出為手掌水的旋渦之後，波及到廣大範圍的攻擊變成巨大的龍捲水。                                                                  | 忍                 |      |
| 水遁·水牙彈               | 數道水柱攻擊。 | 忍                 | C    |
| 水遁·瀧壺術               | 在沒有水的地方制造出水並隨意操控水源，形成瀑布的忍術。                                                                            | 忍                 |      |
| 水遁·水波手               | | 忍                 |      |
| 土遁·土流槍               | 從地中讓無數出現用岩石作成了的長槍，阻止敵人的去路。                                                                              | 忍                 |      |
| 土遁·土流割               | 在地面讓垂直隆起，打破中間那個部分。                                                                                              | 忍                 | B    |
| 土遁·土流城壁             | 在地面隆起垂直的泥土形成城牆。 | 忍                 | B    |
| 木遁忍術                  | 同時使用土遁和水遁所形成的性質變化。                                                                                              | 血繼限界、忍       | -    |
| 火影式耳順術·廓庵入鄽垂手 | 能與初代的木遁結晶共同伊諾制尾獸的力量。                                                                                          | 血繼限界、忍       | -    |
| 木遁·木鎚                 | | 血繼限界、忍       | -    |
| 木遁·木核果               | 將查克拉注入種子，作為用於追蹤的通信器。                                                                                          | 血繼限界、忍       | -    |
| 木遁·木替身               | 作出木人偶當自己的替身。 | 血繼限界、忍       | -    |
| 木遁·木變身               | 利用木頭進行變身。 | 血繼限界、忍       | -    |
| 木遁·木分身               | 形成一个木头分身，主要用于侦查。比一般的影分身更持久，本體若觸碰分身就能得到情報。                                                | 血繼限界、忍       | -    |
| 木遁·樑木                 | （ps2）長出無數顆的棟樑到天際，之後無數的棟樑再從天而降攻擊對手。                                                                 | 血繼限界、忍       | -    |
| 木遁·木錠壁               | 防御系忍术，一排木柱从地上弯曲形成拱璧保护自己。                                                                                  | 血繼限界、忍       | -    |
| 木遁·樹界壁               | 好幾層組合大樹製作牆。 | 血繼限界、忍       | -    |
| 木遁·飛乃木               | （ps2）在敵人身後做出一個巨大棟樑將他推上天，自己則跳到敵人面前以掌心長出的一條木棍朝著敵人劍骨攻去，將敵人的身體和棟樑一同貫穿。 | 血繼限界、忍       | -    |
| 木遁·四柱家術             | 构造复杂的木头住宅，相当方便使用。尺寸和外型由施術者決定，貼上符咒即可形成隱藏用的結界。                                          | 血繼限界、忍       | -    |
| 木遁·連柱家術             | 一下子造起很多房子。 | 血繼限界、忍       | -    |
| 木遁·四柱牢術             | 形成一个巨大木头牢房，尺寸由施術者決定，充滿查克拉的木頭不易破壞。                                                                | 血繼限界、忍       | -    |
| 木遁·周柱牢               | | 血繼限界、忍       | -    |
| 木遁·拘縛牢               | 封鎖（螺旋束縛）視野內所有敵人的行動，對大型敵人，但對空中的敵人無效。                                                            | 血繼限界、忍       | -    |
| 木遁·默殺縛               | 從手腕長出一大束木條使之伸長，從而緊緊地束縛敵人，鎖其行動，並能將他們勒死。                                                      | 血繼限界、忍       | -    |
| 木遁·大樹林               | 從手腕長出一大束木條使之伸長，尖端可以像樁子一樣，把敵人剌穿。                                                                    | 血繼限界、忍       | -    |
| 木遁·荊棘殺               | | 血繼限界、忍       | -    |
| 木遁·樹縛永葬             | 從地下伸出樹根纏繞敵人，巨大的樹幹會將敵人壓縮至爆炸身亡，敵人的血將會轉化為養份滋潤大地。                                        | 血繼限界、忍       | -    |
| 木遁·樹海降誕             | 瞬間可使荒地變成樹林之術。 | 血繼限界、忍、秘傳 | -    |